# Hygropoda madagascarica
Hygropoda madagascarica là một loài nhện trong họ Pisauridae.
Loài này thuộc chi Hygropoda. Hygropoda madagascarica được Embrik Strand miêu tả năm 1907.